# Duendecitos
|  |

El aguafuerte Duendecitos es un grabado de la serie Los Caprichos del pintor español Francisco de Goya. Está numerado con el número 49 en la serie de 80 estampas. Se publicó en 1799.

## Interpretaciones de la estampa
Existen varios manuscritos contemporáneos que explican las láminas de los Caprichos. El que se encuentra en el Museo del Prado se tiene como autógrafo de Goya, pero parece más bien despistar y buscar un significado moralizante que encubra significados más arriesgados para el autor. Otros dos, el que perteneció a Ayala y el que se encuentra en la Biblioteca Nacional, realzan la parte más escabrosa de las láminas.
- Explicación de esta estampa del manuscrito del Museo del Prado: Esta ya es otra gente. Alegres, juquetones, serviciales y un poco golosos, amigos de pegar chascos, pero muy hombrecillos de bien.[2]

- Manuscrito de Ayala: Los curas y frailes son los verdaderos duendecitos de este mundo. La iglesia de mano larga y diente canino, abarca todo cuanto puede. El fraile calzado trisca alegremente y echa sopas en vino, al paso que el descalzo, más brutal y gazmoño, tapa las alforjas con el santo sayal y encubre el vino.[2]

- Manuscrito de la Biblioteca Nacional: Los verdaderos duendes de este mundo son los curas y frailes, que comen y deben a costa nuestra. La iglesia o el clero tiene el diente afilado y la mano derecha monstruosa y larga para agarrar; el fraile descalzo, como más gazmoño, tapa el vaso de vino: pero el calzado no se anda con melindres y echa sopas en vino y trisca alegremente.[2]